# 莫莫多拉：月下告別
《莫莫多拉：月下告別》是2024年类银河战士恶魔城游戏，由Bombservice開發、Playism發行。遊戲首发对应Windows，次年登陆任天堂Switch、PlayStation 5、Xbox Series X/S游戏机。
遊戲在Metacritic的各平台匯總得分為79—84，在OpenCritic的媒體推薦率為85%。

## 外部連結
- 官方网站 （英語）